# Lista de bebidas de café
Este artigo contém uma lista não exaustiva de bebidas de café.

## Affogato

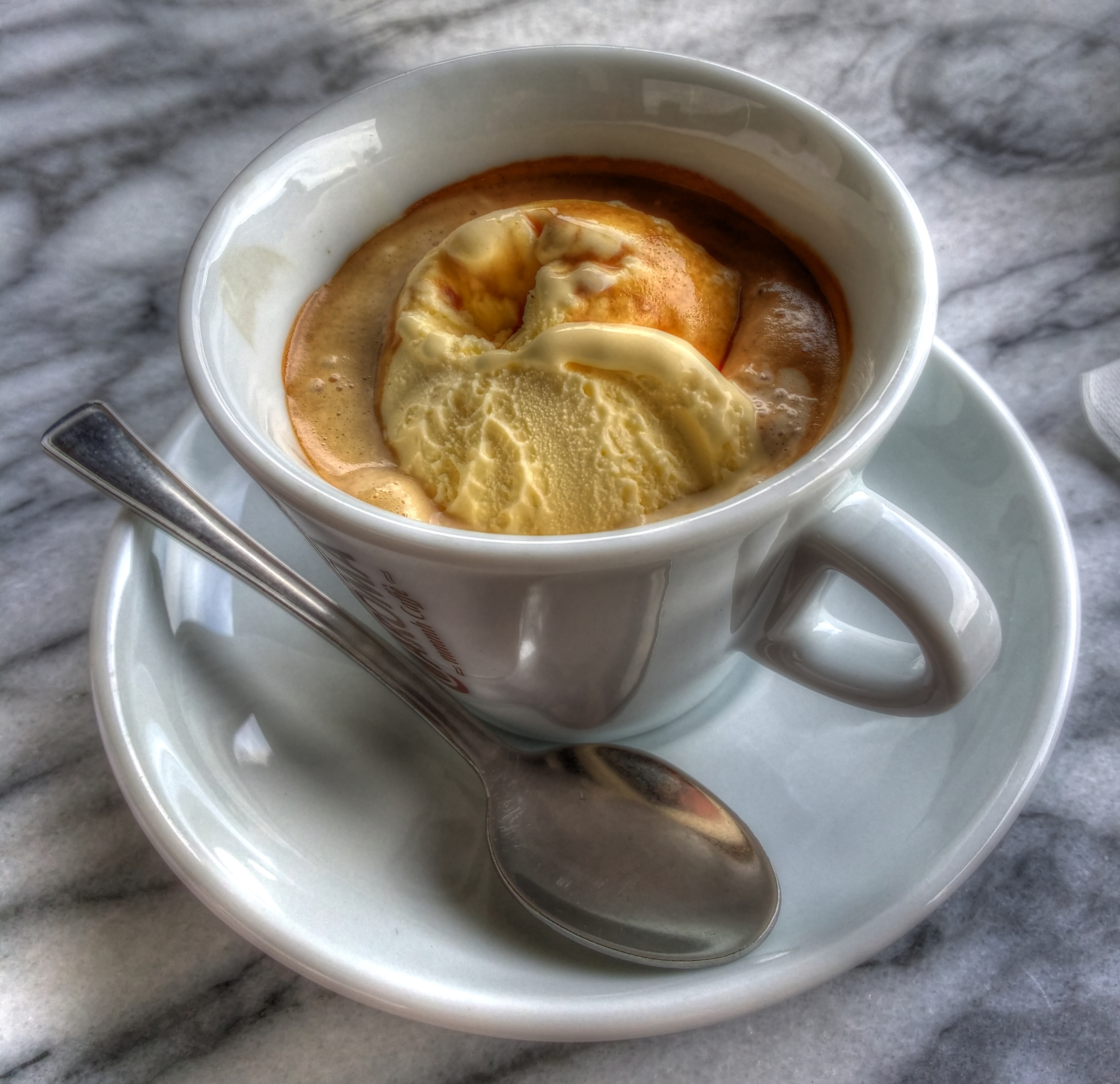
Affogato

Um affogato (em italiano:  afogado) é um café bebida ou sobremesa à base de café.

O "estilo Affogato", que se refere ao ato de guarnecer uma bebida ou sobremesa com um café expresso, também pode incorporar caramelo ou molho de chocolate, uma colher de sorvete baunilha, Amaretto ou outros licores.

## Cappuccino

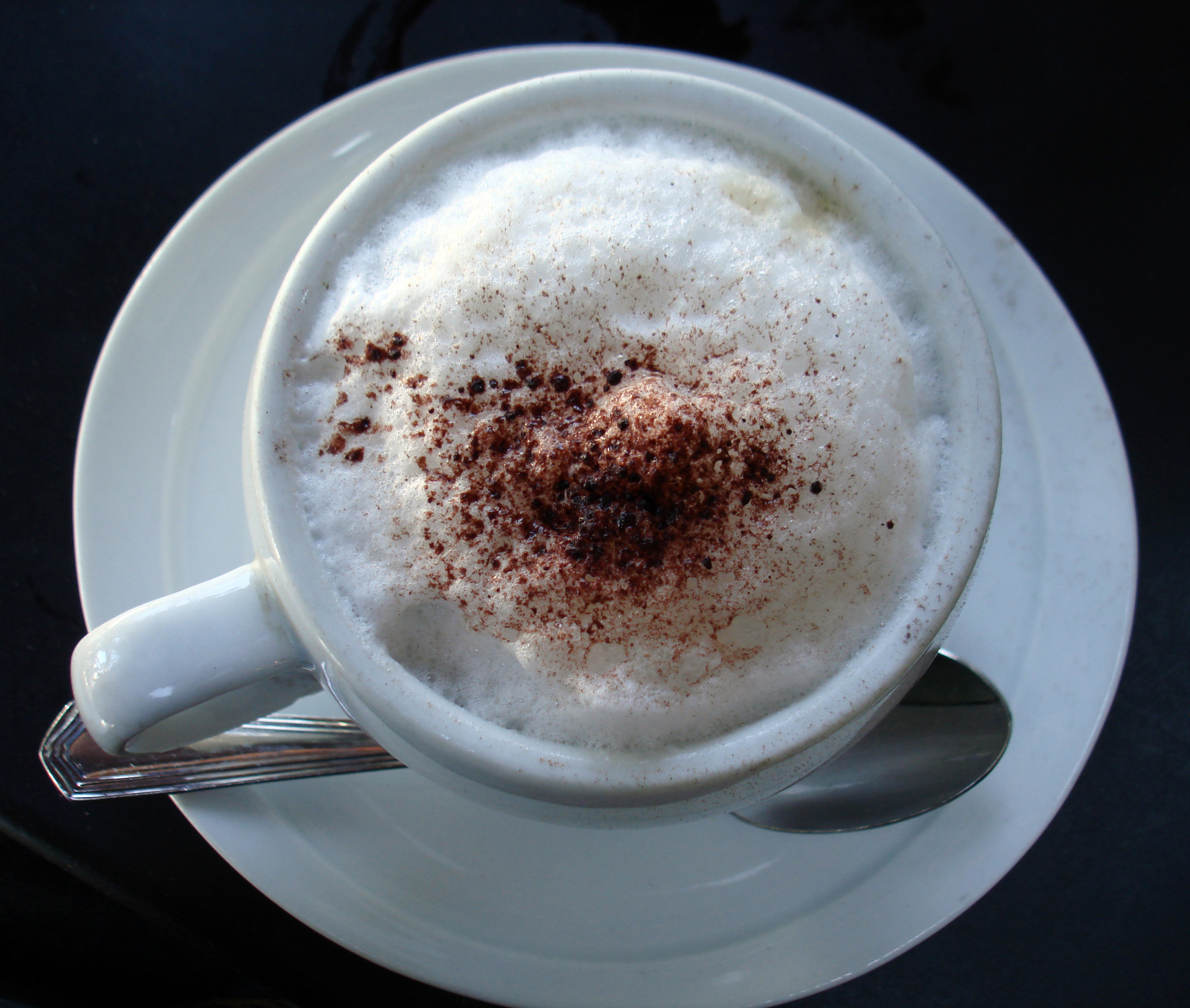
Cappuccino

O cappuccino é tradicionalmente feito com um café expresso e leite quente. A superfície é coberta com espuma obtida do leite aquecido com vapor até formar espuma.

## Expresso

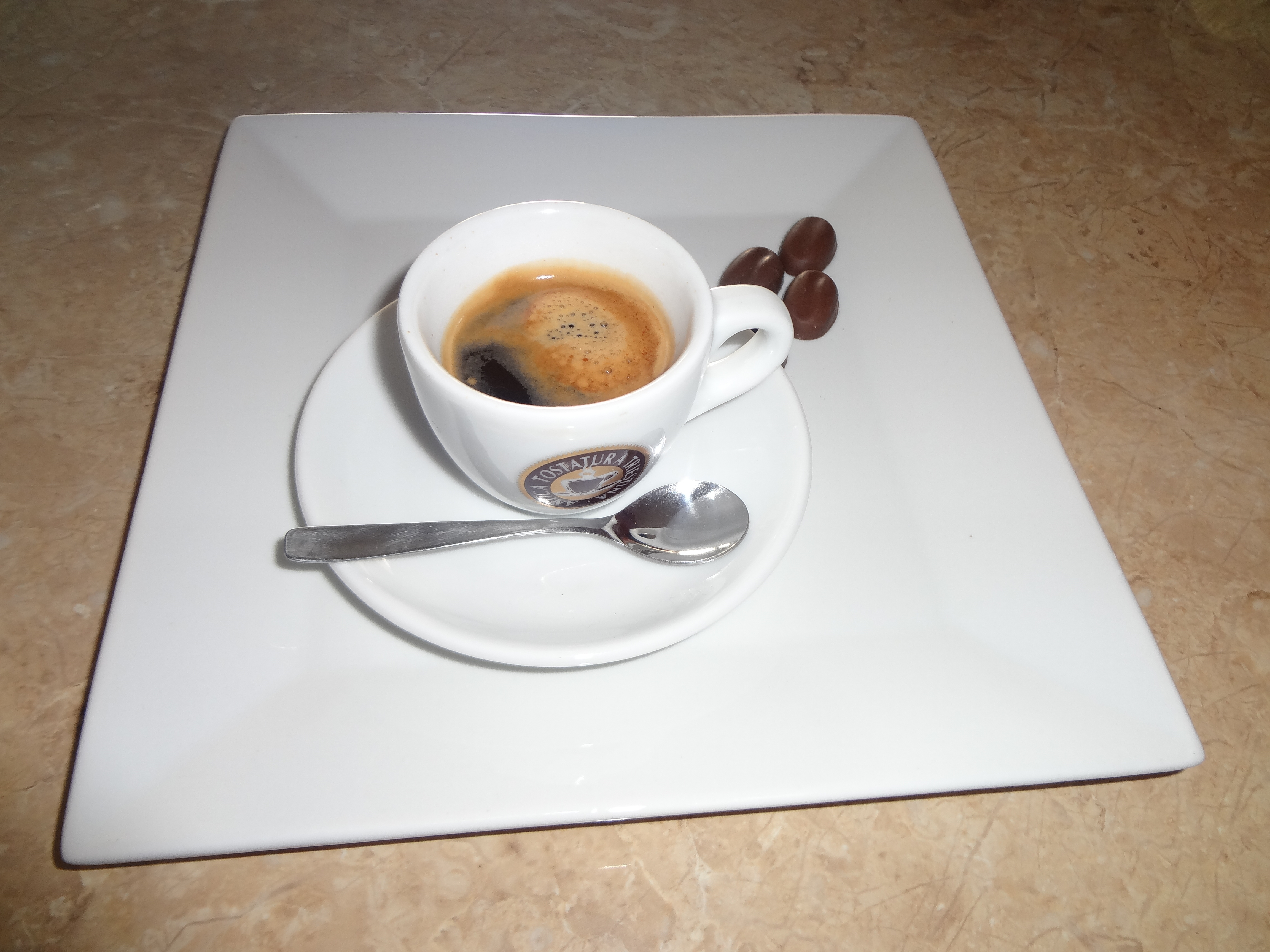
Expresso servido em pequenos lotes em pequenas xícaras.

Servido em pequenas quantidades em pequenas xícaras o café expresso é obtido por percolação sob alta pressão, ou seja, passando rapidamente água quente sob pressão através de café torrado e  finamente moído.

## Latte

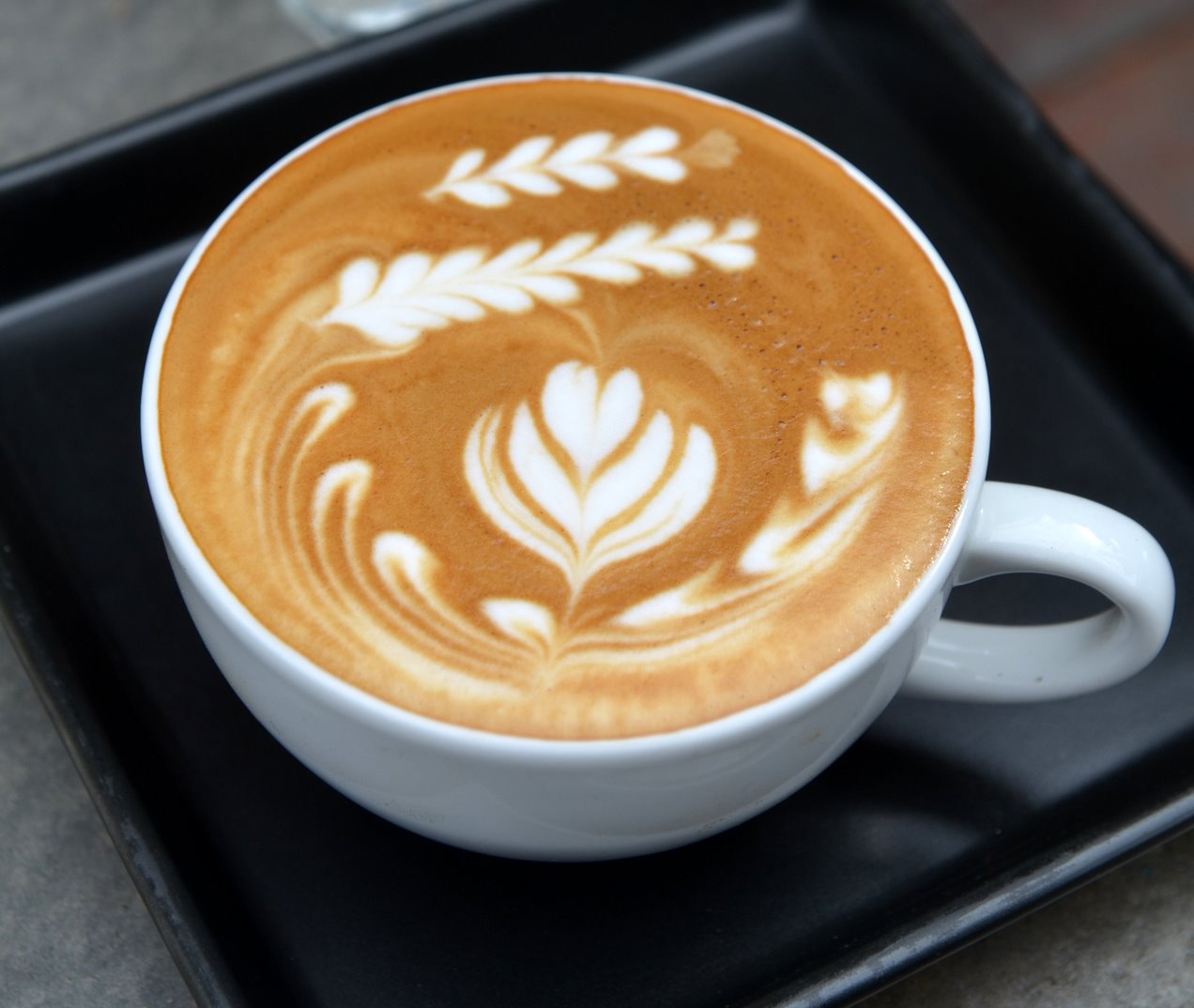
Latte

Um café Latte é um café expresso ao qual é adicionado leite vaporizado, geralmente em proporções de 1:3 a 1:5 de expresso e de leite, com um pouco de espuma em cima.

## Latte macchiato

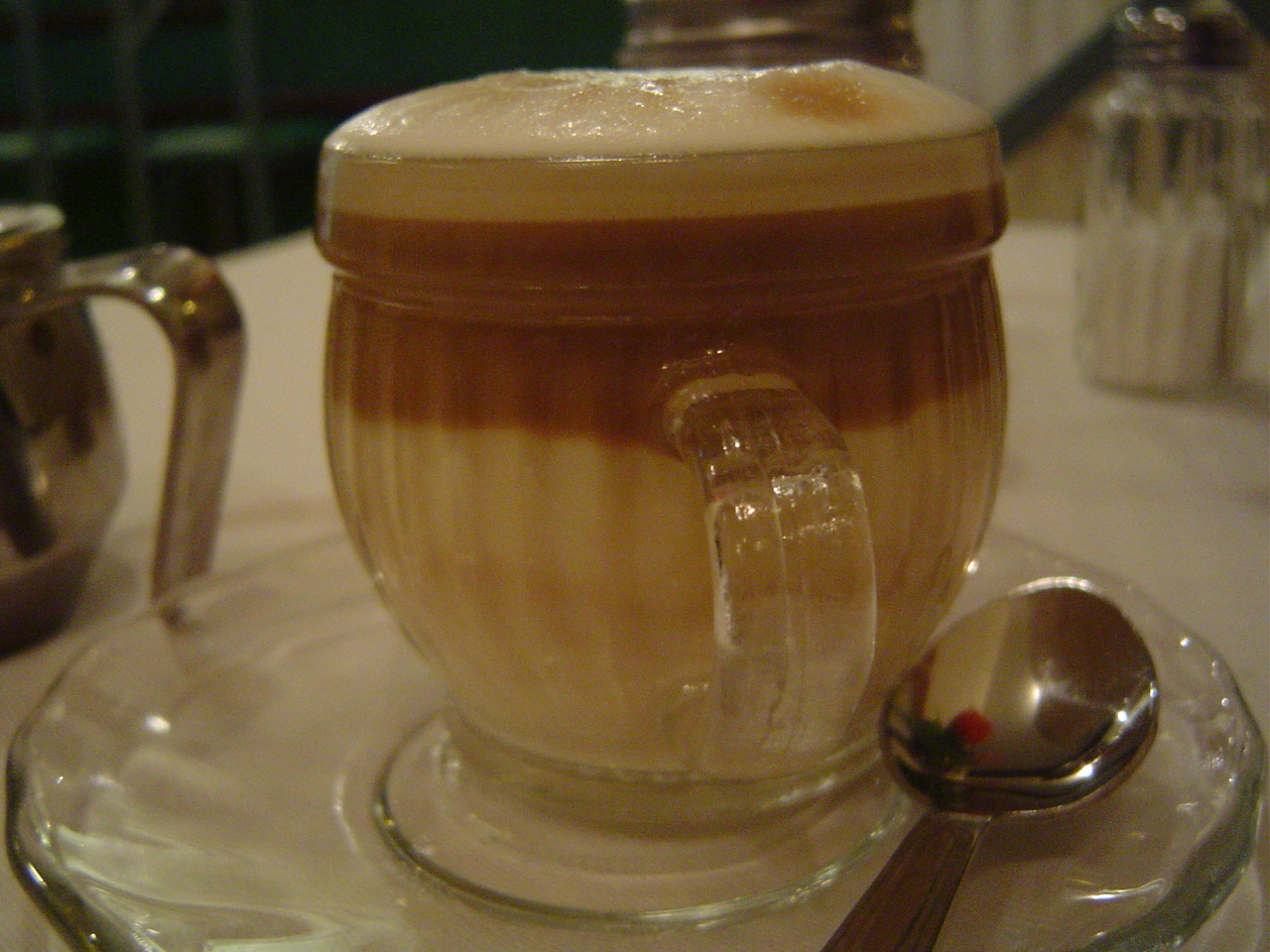
Latte macchiato

Servido em copo de parede grossa, alto e estreito, para não confundir com o "caffè macchiato", é preparado simplesmente espumando o leite, geralmente produzindo uma espuma muito generosa, despejada em um copo, e adicionando um café expresso em cima. (e não o contrário, ou seja, não adicionar a espuma de leite ao expresso).

## Macchiato

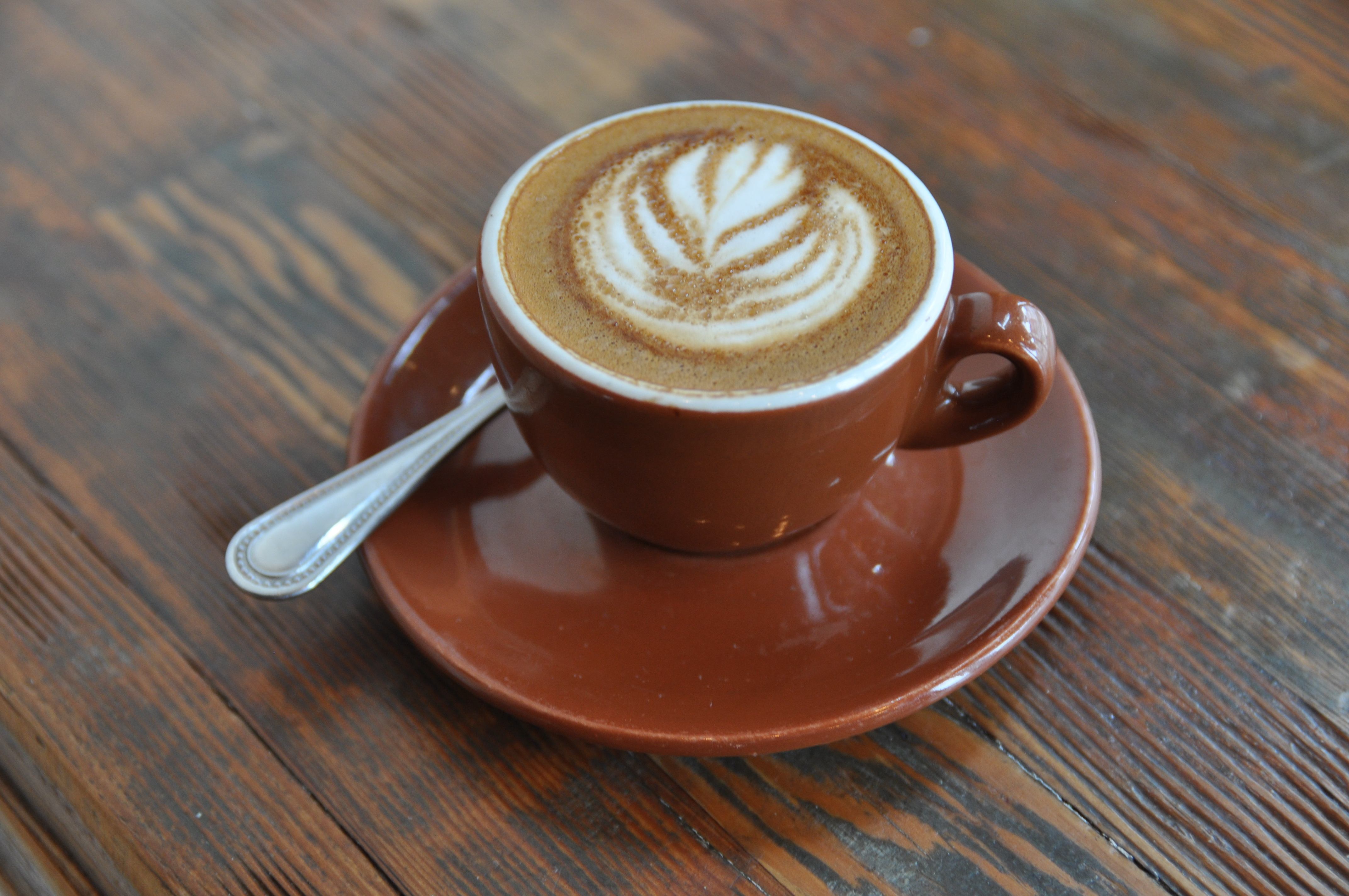
Café macchiato

É um espresso com uma camada de espuma de leite quente e batido. É servido em uma xícara de café expresso ou freqüentemente em um copo (preferencialmente pré-aquecido) para que a cor do café sob a camada de espuma e a espessura da espuma sejam visíveis. O café deve seu nome à sua aparência mosqueada: macchiato significa literalmente spotted ou speckled.

## Café Turco

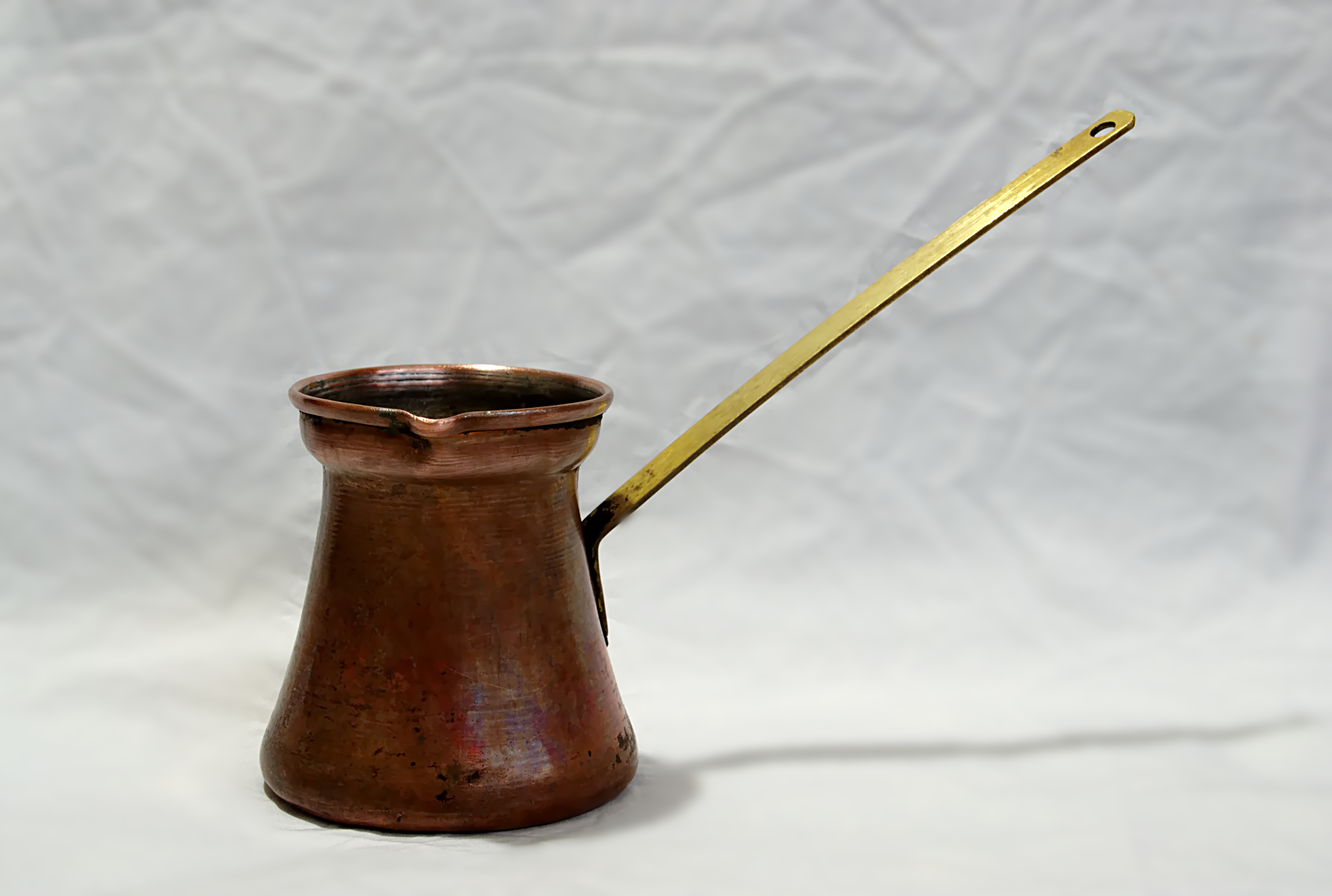
Zazwa, utensílio de cobre para preparo de café em Tunísia.

À base de café em decocção, ele é cozido em uma pequena panela de lata ou cobre chamada  "cezve[carece de fontes?] na Turquia e Armenia, zazwa em Argélia e Tunísia, briki (μπρίκι) na Grécia, ibric na Grécia e diferentes nomes em países árabes: rakwa (ركوة) no Líbano e Síria, kanaka (كنكة) no Egito."